# Hemidactylus foudaii
Hemidactylus foudaii là một loài thằn lằn trong họ Gekkonidae. Loài này được Baha El Din mô tả khoa học đầu tiên năm 2003.